# El Cortijo, Hidalgo
El Cortijo är en ort i Mexiko.   Den ligger i kommunen Hidalgo och delstaten Michoacán de Ocampo, i den södra delen av landet, 160 km väster om huvudstaden Mexico City. El Cortijo ligger 2 189 meter över havet och antalet invånare är 214.
Terrängen runt El Cortijo är huvudsakligen kuperad, men österut är den bergig. Runt El Cortijo är det ganska tätbefolkat, med 100 invånare per kvadratkilometer. Närmaste större samhälle är Ciudad Hidalgo, 7,9 km nordost om El Cortijo. I omgivningarna runt El Cortijo växer i huvudsak blandskog.